# اوا چانینگ
اوا چانینگ (۱۸۵۴–۱۹۳۰) نویسنده و از رهبران جنبش حق رأی و حقوق زنان در منطقه بوستون، آمریکا بود.

## اوایل زندگی
اوا چانینگ در سال ۱۸۵۴ به دنیا آمد. پدرش ویلیام فرانسیس چانینگ و مادرش سوزان الیزابت بوردیک چانینگ بودند. مادرش همچنین در جنبش حق رای فعال بود و پدربزرگش، ویلیام الری چانینگ، یک وزیر معروف وحدت گرا بود. اوا چانینگ به عنوان عضوی از کلاس ۱۸۷۷ در دانشگاه بوستون شرکت کرد.

## حرفه
چانینگ در تعدادی از سازمان‌های حق رای منطقه بوستون، از جمله انجمن حق رأی زنان ماساچوست و انجمن حق رأی مدرسه ماساچوست فعالیت می‌کرد. علاوه بر این، او مطالب مکرری در مجله زنان نوشت و از حقوق زنان هم در اروپا، به ویژه آلمان، و هم ایالات متحده دفاع کرد.